# Kris Nissen
Pour les articles homonymes, voir Nissen.
Nils-Kristian « Kris » Nissen, né le 20 juillet 1960 à Arnum, est un pilote de course danois, devenu directeur de Volkswagen Motorsport.

## Biographie

### Monoplace et Endurance
Nissen a débuté en karting, et a été deux fois Champion du Danemark en 1976 et 1977. Il devient champion de la Formule Ford danoise et champion d'Allemagne de Formule 3 en 1986. En 1987 et 1988, il participe au championnat japonais de sport-prototypes au volant d'une Porsche 962. C'est d'ailleurs au Japon qu'il a subi des brûlures graves sur son corps et son visage, après avoir été impliqué dans un accident à Fuji lors des essais des 500 Miles de Fuji.

### Voitures de tourisme
Entre 1989 et 1992, il court en DTM avec plusieurs équipes, mais toujours au volant d'une BMW M3. En 1991, il remporte les 24 Heures du Nürburgring avec l'écurie Schnitzer Motorsport, sur une BMW. En 1992, il remporte le Nordic Touring Car Cup et pour le second semestre de l'année, il remplace Alain Menu, blessé, en BTCC pour BMW. Il a terminé en tant que vice-champion de l'ADAC GT Cup en 1993, suivie d'un retour en DTM en 1994 dans une Alfa Romeo privée.
Il reste en Allemagne pendant 4 ans, courant dans le Supertourisme avec une Ford Mondeo, en 1995, et avec une Audi A4 en 1996, 1997 et 1999. Il passe une courte période dans sa terre natale, au championnat danois de voiture de tourisme dans une Volkswagen Beetle. En 2000, il revint encore une fois en DTM, qui à cette époque, revient sur la scène internationale, avec Abt Sportsline. Pour sa fin de carrière, il participe au V8Star Series en 2001 et 2002.